# Горностаево (Ступинский район)
Горностаево — деревня в Ступинском районе Московской области в составе Леонтьевского сельского поселения (до 2006 года входило в Леонтьевский сельский округ). Горностаево на 2015 год — фактически дачный посёлок: на двух улицах числится 1 житель, впервые упоминается в 1577 году.

## Население
| 2002 | 2006 | 2010 |
| ---- | ---- | ---- |
| 0    | →0   | ↗1   |

Владимирово расположено в центральной части района, на левом берегу реки Матюковка (левый приток реки Каширка), высота центра деревни над уровнем моря — 183 м. Ближайшие населённые пункты примерно в 1,5 км: Любановка на восток, Красный Котельщик в 1,5 км на северо-восток и Бортниково городского поселения Малино — на запад.